# 斯科羅霍多韋 (波爾塔瓦州)
斯科羅霍多韋（烏克蘭語：Скороходове，至2016年舊名阿尔泰米夫卡），是乌克兰中部波尔塔瓦州波爾塔瓦區斯科羅霍多韋市鎮的一个市級鎮。它距离基辅-哈尔基夫州际铁路10公里远。该聚落有一个同名火车站。
该聚落是1938年围绕阿尔泰姆制糖厂兴建的。另一种资料则称它是1903-1905年间建立的。1941年10月1日该镇曾被納粹德國占领，並於1943年9月3日被解放。